# 塞爾維亞國徽
塞爾維亞國徽啟用於2004年，2010年进行部分修改。分為大小兩種。小國徽為紅地的盾徽，中間小盾亦為紅地，上繪白色十字，即塞爾維亞十字，四個角落繪有水平向外的白色火镰，意为传统的国家格言：“只有团结能拯救塞尔维亚人”，置於一隻雙頭鷹上。鷹爪兩旁有金色百合花飾。盾上有王冠。
大國徽原來是塞爾維亞王國國徽，亦為南斯拉夫王国国徽及奧布廉諾維奇王朝王徽，為小國徽覆以斗蓬和王冠。

## 历史上的国徽
| 圖 | 國家                   | 使用           |
| -- | ---------------------- | -------------- |
|    | 塞尔维亚公国           | 1817年－1882年 |
|    | 塞尔维亚王国 (近代)    | 1882年－1918年 |
|    | 塞尔维亚救国政府       | 1941年－1944年 |
|    | 塞尔维亚社会主义共和国 | 1943年－1992年 |
|    | 塞尔维亚共和国         | 1992年－2004年 |
|    | 塞尔维亚共和国         | 2004年－2010年 |

| 國旗 | 國家                       | 使用           |
| ---- | -------------------------- | -------------- |
|      | 南斯拉夫王国               | 1918年－1945年 |
|      | 民主联邦南斯拉夫           | 1943年－1945年 |
|      | 南斯拉夫联邦人民共和国     | 1945年－1963年 |
|      | 南斯拉夫社会主义联邦共和国 | 1963年－1992年 |
|      | 南斯拉夫联盟共和国         | 1992年－2003年 |
|      | 塞尔维亚和黑山             | 2003年－2006年 |

## 衍生的国徽

### 政治实体
- 塞尔维亚共和国（1992-2004）
- 塞族共和国
- 塞尔维亚克拉伊纳共和国
- 東斯拉沃尼亞、巴蘭尼亞和西斯雷姆塞爾維亞自治州以及共和国

### 傀儡政权和自治实体
- 塞爾維亞救國政府
- 塞爾維亞救國政府
- 塞爾維亞救國政府
- 哈布斯堡王朝占领下的塞尔维亚（1788年至1792年）
- 塞尔维亚公国（1817年－1882年）